# Veliko Bonjince
Veliko Bonjince (cyr. Велико Боњинце) – wieś w Serbii, w okręgu pirockim, w gminie Babušnica. W 2011 roku liczyła 278 mieszkańców.